# 四面体凧

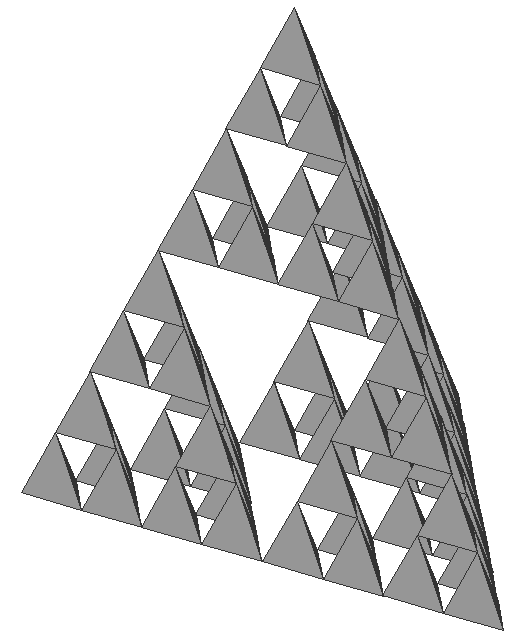
四面体凧の構造

四面体凧（しめんたいたこ、tetrahedral kite）は、グラハム・ベルによって発明された四面体で構成された凧である。
1907年に12mあまりの四面体凧、「シグネット」（"Cygnet"）は汽船に牽引されて人間を50mあまりの高さに飛行させた。

## 概要
グラハム・ベルは、ローレンス・ハーグレーブが発明した箱凧の実験から、四面体凧を発明した。有人飛行機械の発明を目指して、人が乗れ、モーターを搭載できる凧の製作を目指したものである。
ベルは1895年から1910年の間、凧の研究をおこなった。1903年に、"Tetrahedral Principle in Kite Structure"（「凧の構造における四面体の原理」）というタイトルでナショナル・ジオグラフィック・マガジンの6月号に記事を執筆した。
1個の四面体から構成される凧から始まり、3,393の四面体から構成される長さ40フィート（12.2m）、重量200ポンド（91kg）のシグネットは1907年12月6日、カナダのノバ・スコシア州のバデックの沖合いで汽船に牽引されて、人をのせて海面から50mの高さに上昇した。後にこの構造で浮力を得る動力航空機の製作が行われ、1912年には実際に飛行した。
四面体凧は通常の箱凧に比べて製作は難しいが、安定していて、上げるのが容易であり、強風の中で比較的上げるのに適しているとされる。